# Indagación del cinema
Indagación del cinema es un libro sobre cine de Francisco Ayala publicado en 1929 en Madrid. El libro, uno de los primeros escritos en España sobre el séptimo arte,consta de tres partes: “Interpretaciones”, “Figuras” y “Notas de un carnet”.

## Contexto
Todos los escritores y artistas jóvenes vinculados a la Generación del 27 habían abrazado el nuevo arte del cinematógrafo con fervor. Así lo demuestran la serie de entrevistas realizadas entre 1928 y 1929 por Luis Gómez Mesa en la barcelonesa Popular Filmy la encuesta a los escritores que La Gaceta Literaria publicó en su número monográfico dedicado al cine en octubre de 1928. En la primera página de dicho número los redactores explican su interés por el nuevo arte: 

Nuestra juventud nos exime de justificar nuestros entusiasmos. Todos los jóvenes sentimos el Cinema. Es nuestro. Él es un poco nosotros.

En su respuesta a la citada encuesta, Francisco Ayala contestaba así a la pregunta “¿Desde su punto de vista literario, qué opinión tiene usted del cinema?”: 

Querido Arconada: El cine, tú lo sabes, es nuestra gran —tal vez nuestra excesiva— preocupación, y a juicio de la gente, nuestra mayor manía. 
Siendo así, advierte que es mucha tu pregunta y poco tu espacio. Para decir algo, tendría yo que llenar una plana de La Gaceta Literaria, y ahogar en prosa a todos sus lectores. Prefiero recomendarles la asistencia al cinema, que es el sacramento artístico de las multitudes nuevas, según mi punto de vista literario. Y según trato de mostrar en un ensayo próximo a publicarse.

## Publicación
En su obra memorialística Recuerdos y olvidos, Francisco Ayala explica cómo Esteban Salazar Chapela, que en aquella época trabajaba para la editorial CIAP, le propuso recopilar en un libro sus textos sobre cine publicados en Revista de Occidente y La Gaceta Literaria: 

Me llevó al gerente, entregué los originales, y me dieron a firmar un contrato de edición que yo leí estupefacto. La tirada era relativamente grande, algo como 5.000 ejemplares, y me pagaban adelantado el 15 por 100 del precio de venta sobre la edición entera.

## Contenido

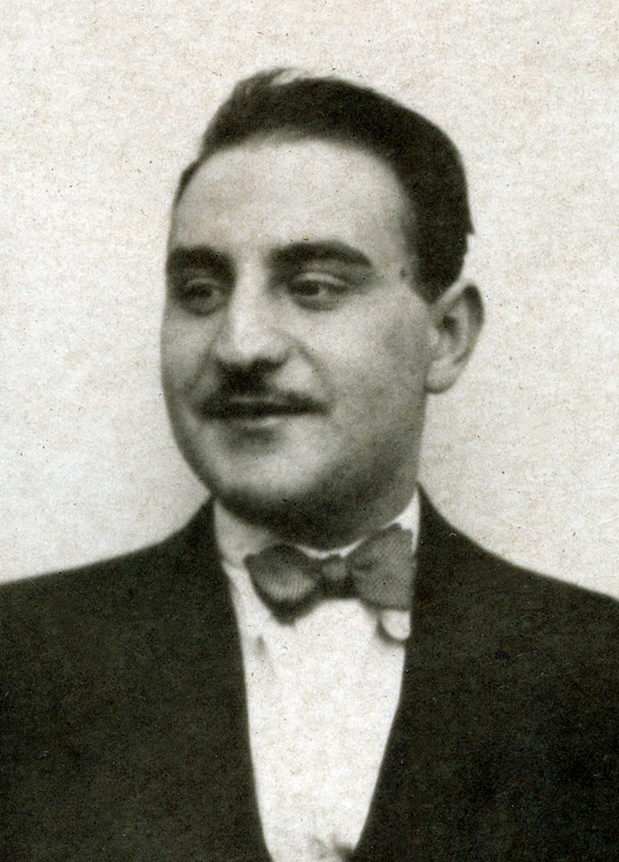
Francisco Ayala en Berlín en 1930.

Influido por las corrientes vanguardistas del momento, Indagación del cinema compila críticas de cine y reflexiones sobre el nuevo arte, presentándose como un primer intento de analizar sociológicamente las relaciones entre el cine y la sociedad moderna.
La primera edición consta de una introducción y tres partes: “Interpretaciones”, formada por cinco ensayos que abordan el fenómeno cinematográfico desde la perspectiva sociológica; “Figuras”, centrada en las principales estrellas de cine del momento; y “Notas de un carnet”, en la que reseña películas y documentales proyectados en varias sesiones del Cineclub Español. El volumen acaba con “A Circe cinemática”, único poema publicado por Ayala en toda su trayectoria de escritor.

### Índice
Interpretaciones
- Tipo de arte del cinema
- Dimensión social del cine
- Mitología del cinema
- Efecto cómico del ralentí
- Los noticiarios

Figuras
- Charlot
- La quimera del oro
- El circo
- Charlot en el baile
- Charlot en el extrarradio
- Buster Keaton
- El héroe del río
- Perfil de Janet Gaynor
- Menjou, o El actor
- Greta Garbo
- Felix Cat
- Josefina Baker

Notas de un carnet
- Dos filmes documentales
- Moana
- Rosas chinescas

A Circe cinemática

## Ediciones
- Madrid, CIAP, 1929 (primera edición).
- Buenos Aires, Argos, 1949. Incluido en El cine, arte y espectáculo.
- Xalapa, Universidad Veracruzana, 1966. Incluido en El cine, arte y espectáculo.
- Madrid, Ediciones del Centro, 1975. Incluido en El escritor y el cine.
- Madrid, Aguilar, 1988. Incluido en El escritor y el cine.
- Madrid, Cátedra, 1996. Incluido en El escritor y el cine.
- Madrid, Visor, 2006. Edición facsímil con estudio de Luis García Montero.

Ha quedado recogido en Estudios literarios, volumen III de las Obras completas (Barcelona, Círculo de Lectores / Galaxia Gutenberg, 2007).